# Collegio di Delyn
Delyn è stato un collegio elettorale gallese rappresentato alla Camera dei comuni del Parlamento del Regno Unito. Eleggeva un membro del parlamento con il sistema first-past-the-post, ossia maggioritario a turno unico; il collegio è stato abolito in occasione della revisione periodica del 2024.

## Estensione
- 1983-1997: il Borough di Delyn e i ward del Borough di Rhuddlan di Meliden, Prestatyn Central, Prestatyn East, Prestatyn North e Prestatyn South West.
- 1997-2010: il Borough di Delyn.
- 2010-2024: le divisioni elettorali del Flintshire di Argoed, Bagillt East, Bagillt West, Brynford, Caerwys, Cilcain, Ffynnongroyw, Flint Castle, Flint Coleshill, Flint Oakenholt, Flint Trelawney, Greenfield, Gronant, Gwernaffield, Gwernymynydd, Halkyn, Holywell Central, Holywell East, Holywell West, Leeswood, Mold Broncoed, Mold East, Mold South, Mold West, Mostyn, New Brighton, Northop, Northop Hall, Trelawnyd and Gwaenysgor e Whitford.

Il collegio comprendeva le comunità di Mostyn, Flint, Mold, Northop e Holywell.

## Membri del parlamento
| Elezione | Elezione | Deputato         | Partito          |
| -------- | -------- | ---------------- | ---------------- |
|          | 1983     | Keith Raffan     | Conservatore     |
|          | 1992     | David Hanson     | Laburista        |
|          | 2019     | Rob Roberts      | Conservatore     |
|          | 2021     | Rob Roberts      | Indipendente     |
|          | 2024     | Collegio abolito | Collegio abolito |

## Elezioni

### Elezioni negli anni 2010
| Partito                    | Partito                                           | Candidato                  | Risultati 12 dicembre 2019 | Risultati 12 dicembre 2019 |
| Partito                    | Partito                                           | Candidato                  | Voti                       | %                          |
| -------------------------- | ------------------------------------------------- | -------------------------- | -------------------------- | -------------------------- |
|                            | Conservatore                                      | Rob Roberts                | 16 756                     | 43,67                      |
|                            | Laburista                                         | David Hanson               | 15 891                     | 41,42                      |
|                            | Lib Dem                                           | Andrew Parkhurst           | 2 346                      | 6,11                       |
|                            | Brexit                                            | Nigel Williams             | 1 971                      | 5,14                       |
|                            | Plaid Cymru                                       | Paul Rowlinson             | 1 406                      | 3,66                       |
|                            |                                                   |                            |                            |                            |
| Iscritti                   | Iscritti                                          | Iscritti                   | 54 552                     | 100,00                     |
| ↳ Votanti (% su iscritti)  | ↳ Votanti (% su iscritti)                         | ↳ Votanti (% su iscritti)  | 38 370                     | 70,34                      |
| ↳ Astenuti (% su iscritti) | ↳ Astenuti (% su iscritti)                        | ↳ Astenuti (% su iscritti) | 16 182                     | 29,66                      |
|                            |                                                   |                            |                            |                            |
|                            | Esito: collegio passa da Laburista a Conservatore |                            |                            |                            |

| Partito                    | Partito                                | Candidato                  | Risultati 8 giugno 2017 | Risultati 8 giugno 2017 |
| Partito                    | Partito                                | Candidato                  | Voti                    | %                       |
| -------------------------- | -------------------------------------- | -------------------------- | ----------------------- | ----------------------- |
|                            | Laburista                              | David Hanson               | 20 573                  | 52,19                   |
|                            | Conservatore                           | Matt Wright                | 16 333                  | 41,44                   |
|                            | Plaid Cymru                            | Paul Rowlinson             | 1 481                   | 3,76                    |
|                            | Lib Dem                                | Tom Rippeth                | 1 031                   | 2,62                    |
|                            |                                        |                            |                         |                         |
| Iscritti                   | Iscritti                               | Iscritti                   | 54 145                  | 100,00                  |
| ↳ Votanti (% su iscritti)  | ↳ Votanti (% su iscritti)              | ↳ Votanti (% su iscritti)  | 39 418                  | 72,80                   |
| ↳ Astenuti (% su iscritti) | ↳ Astenuti (% su iscritti)             | ↳ Astenuti (% su iscritti) | 14 727                  | 27,20                   |
|                            |                                        |                            |                         |                         |
|                            | Esito: collegio confermato a Laburista |                            |                         |                         |

| Partito                    | Partito                                | Candidato                  | Risultati 7 maggio 2015 | Risultati 7 maggio 2015 |
| Partito                    | Partito                                | Candidato                  | Voti                    | %                       |
| -------------------------- | -------------------------------------- | -------------------------- | ----------------------- | ----------------------- |
|                            | Laburista                              | David Hanson               | 15 187                  | 40,55                   |
|                            | Conservatore                           | Mark Isherwood             | 12 257                  | 32,72                   |
|                            | UKIP                                   | Nigel Williams             | 6 150                   | 16,42                   |
|                            | Plaid Cymru                            | Paul Rowlinson             | 1 803                   | 4,81                    |
|                            | Lib Dem                                | Tom Rippeth                | 1 380                   | 3,68                    |
|                            | Verdi                                  | Kay Roney                  | 680                     | 1,82                    |
|                            |                                        |                            |                         |                         |
| Iscritti                   | Iscritti                               | Iscritti                   | 53 663                  | 100,00                  |
| ↳ Votanti (% su iscritti)  | ↳ Votanti (% su iscritti)              | ↳ Votanti (% su iscritti)  | 37 457                  | 69,80                   |
| ↳ Astenuti (% su iscritti) | ↳ Astenuti (% su iscritti)             | ↳ Astenuti (% su iscritti) | 16 206                  | 30,20                   |
|                            |                                        |                            |                         |                         |
|                            | Esito: collegio confermato a Laburista |                            |                         |                         |

| Partito                    | Partito                                | Candidato                  | Risultati 6 maggio 2010 | Risultati 6 maggio 2010 |
| Partito                    | Partito                                | Candidato                  | Voti                    | %                       |
| -------------------------- | -------------------------------------- | -------------------------- | ----------------------- | ----------------------- |
|                            | Laburista                              | David Hanson               | 15 083                  | 40,78                   |
|                            | Conservatore                           | Antoinette Sandbach        | 12 811                  | 34,64                   |
|                            | Lib Dem                                | Bill Brereton              | 5 747                   | 15,54                   |
|                            | Plaid Cymru                            | Peter Ryder                | 1 844                   | 4,99                    |
|                            | BNP                                    | Jennifer Matthys           | 844                     | 2,28                    |
|                            | UKIP                                   | Andrew Haigh               | 655                     | 1,77                    |
|                            |                                        |                            |                         |                         |
| Iscritti                   | Iscritti                               | Iscritti                   | 53 445                  | 100,00                  |
| ↳ Votanti (% su iscritti)  | ↳ Votanti (% su iscritti)              | ↳ Votanti (% su iscritti)  | 36 984                  | 69,20                   |
| ↳ Astenuti (% su iscritti) | ↳ Astenuti (% su iscritti)             | ↳ Astenuti (% su iscritti) | 16 461                  | 30,80                   |
|                            |                                        |                            |                         |                         |
|                            | Esito: collegio confermato a Laburista |                            |                         |                         |

### Elezioni negli anni 2000
| Partito                    | Partito                                | Candidato                  | Risultati 5 maggio 2005 | Risultati 5 maggio 2005 |
| Partito                    | Partito                                | Candidato                  | Voti                    | %                       |
| -------------------------- | -------------------------------------- | -------------------------- | ----------------------- | ----------------------- |
|                            | Laburista                              | David Hanson               | 15 540                  | 45,70                   |
|                            | Conservatore                           | John Bell                  | 8 896                   | 26,16                   |
|                            | Lib Dem                                | John Jones                 | 6 089                   | 17,91                   |
|                            | Plaid Cymru                            | Phil Thomas                | 2 524                   | 7,42                    |
|                            | UKIP                                   | May Crawford               | 533                     | 1,57                    |
|                            | Indipendente                           | Nigel Williams             | 422                     | 1,24                    |
|                            |                                        |                            |                         |                         |
| Iscritti                   | Iscritti                               | Iscritti                   | 52 801                  | 100,00                  |
| ↳ Votanti (% su iscritti)  | ↳ Votanti (% su iscritti)              | ↳ Votanti (% su iscritti)  | 34 004                  | 64,40                   |
| ↳ Astenuti (% su iscritti) | ↳ Astenuti (% su iscritti)             | ↳ Astenuti (% su iscritti) | 18 797                  | 35,60                   |
|                            |                                        |                            |                         |                         |
|                            | Esito: collegio confermato a Laburista |                            |                         |                         |

| Partito                    | Partito                                | Candidato                  | Risultati 7 giugno 2001 | Risultati 7 giugno 2001 |
| Partito                    | Partito                                | Candidato                  | Voti                    | %                       |
| -------------------------- | -------------------------------------- | -------------------------- | ----------------------- | ----------------------- |
|                            | Laburista                              | David Hanson               | 17 825                  | 51,46                   |
|                            | Conservatore                           | Paul Brierley              | 9 220                   | 26,62                   |
|                            | Lib Dem                                | John Jones                 | 5 329                   | 15,39                   |
|                            | Plaid Cymru                            | Paul Rowlinson             | 2 262                   | 6,53                    |
|                            |                                        |                            |                         |                         |
| Iscritti                   | Iscritti                               | Iscritti                   | 54 717                  | 100,00                  |
| ↳ Votanti (% su iscritti)  | ↳ Votanti (% su iscritti)              | ↳ Votanti (% su iscritti)  | 34 636                  | 63,30                   |
| ↳ Astenuti (% su iscritti) | ↳ Astenuti (% su iscritti)             | ↳ Astenuti (% su iscritti) | 20 081                  | 36,70                   |
|                            |                                        |                            |                         |                         |
|                            | Esito: collegio confermato a Laburista |                            |                         |                         |

## Risultati dei referendum

### Referendum sulla permanenza del Regno Unito nell'Unione europea del 2016
|             | Collegio | Lasciare UE % | Rimanere in UE % |
| ----------- | -------- | ------------- | ---------------- |
|             | Delyn    | 54,7%         | 45,3%            |
| Galles      | 52,5%    | 47,5%         |                  |
| Regno Unito | 51,9%    | 48,1%         |                  |